# Саблин, Николай Яковлевич
Николай Яковлевич Саблин (1730—1808) — русский гравёр на меди резцом при Императорской Академии наук.

## Биография
Сын солдата Санкт-Петербургского гарнизона. Учился в гарнизонной школе, откуда был переведён в Академию наук и 21 февраля 1749 года принят учеником в рисовальную палату, а в 1753 — в «грыдоровальную», где обучался гравированию у Ивана Соколова, с 1757 — у Шмидта. В 1762 году был поручен «в особливое смотрение» Е. Г. Виноградову; с 1764 года учился у Радига.
В 1767 году получил звание подмастерья, с 1783 — мастер. В 1779 году получил чин коллежского регистратора. В 1796 вышел в отставку, но продолжал работать по индивидуальным заказам.
Умер 11 (23) июля 1808 года; похоронен на Смоленском православном кладбище в Санкт-Петербурге.

## Творчество
Из его работ известны:
- «изображение баталии, одержанной росс. войском под командою гр. Салтыкова над прусской армией при дер. Пальциге 1759 г.», вырез. вместе с П. Балабиным (1761);
- портреты Петра I, Екатерины I и Петра II, с гравюр Качалова, 1743 г. (вероятно, около того же времени, то есть в 1766);
- статуи у катафалка — для «погребальной процессии» имп. Елизаветы Петровны (до 1766);
- два московских вида из 7-ми, гравиров. «под смотрением М. Махаева», — Успенский собор с Грановитой палатой и Летний дворец по рис. Усачева (около 1766);
- «Висящий вертоград, что при Зимнем Императорском дворце в С.-Петербурге» — для «Придворного календаря» на 1773 г.;
- виньетка, помещенная в изданиях: «Золотые часы государей» и «Размышления о греческой религии» (1773), а также в «Описании Китайской империи» (1774);
- «Фейерверк пущенный в январе 1778 г.», гравиров. вместе с Вас. Соколовым;
- «Изображение страшного извержения горы Везувия 8 августа 1779 г.»;
- орден св. Андрея на подушке и кавалер ордена св. Екатерины, а может быть и остальные 12 картинок и виньеток, — для «Придворного календаря» на 1779 г.;
- аллегорическая виньетка на свидание Екатерины II с Иосифом Австрийским в 1779—80 гг. для «Придворного календаря» на 1781 г.;
- виньетка к книге «Историческое описание Российской коммерции…» (1781);
- портрет А. П. Сумарокова, с рис. И. Перельшнина, — для московского издания его сочинений (1780—1781 гг.);
- «Вид Петровского подъездного дворца в 3-х верстах от Москвы» и 12 аллегорических изображений месяцев — для «Придворного календаря» на 1783 г.;
- монеты времён Екатерины II, в лист (около того же времени);
- вид Твери — для «Месяцеслова Исторического и Географического», на 1789 г.;
- Вид города Кокшайска на Волге
- «Чертеж Годжибейской бухты… и построенных в 1793 и 1795 гг. укреплений, сделанных в Николаеве по распоряжению вице-адмирала И. М. де Рибаса»;
- вид Георгиевского монастыря — с рисунка Афанасия де Палдо, для книги «Досуги Крымского судьи», П. Сумарокова (1803).